# Acraea mhondana
Acraea mhondana är en fjärilsart som beskrevs av Vuillot 1891. Acraea mhondana ingår i släktet Acraea och familjen praktfjärilar. Inga underarter finns listade i Catalogue of Life.